# Либери, Марко

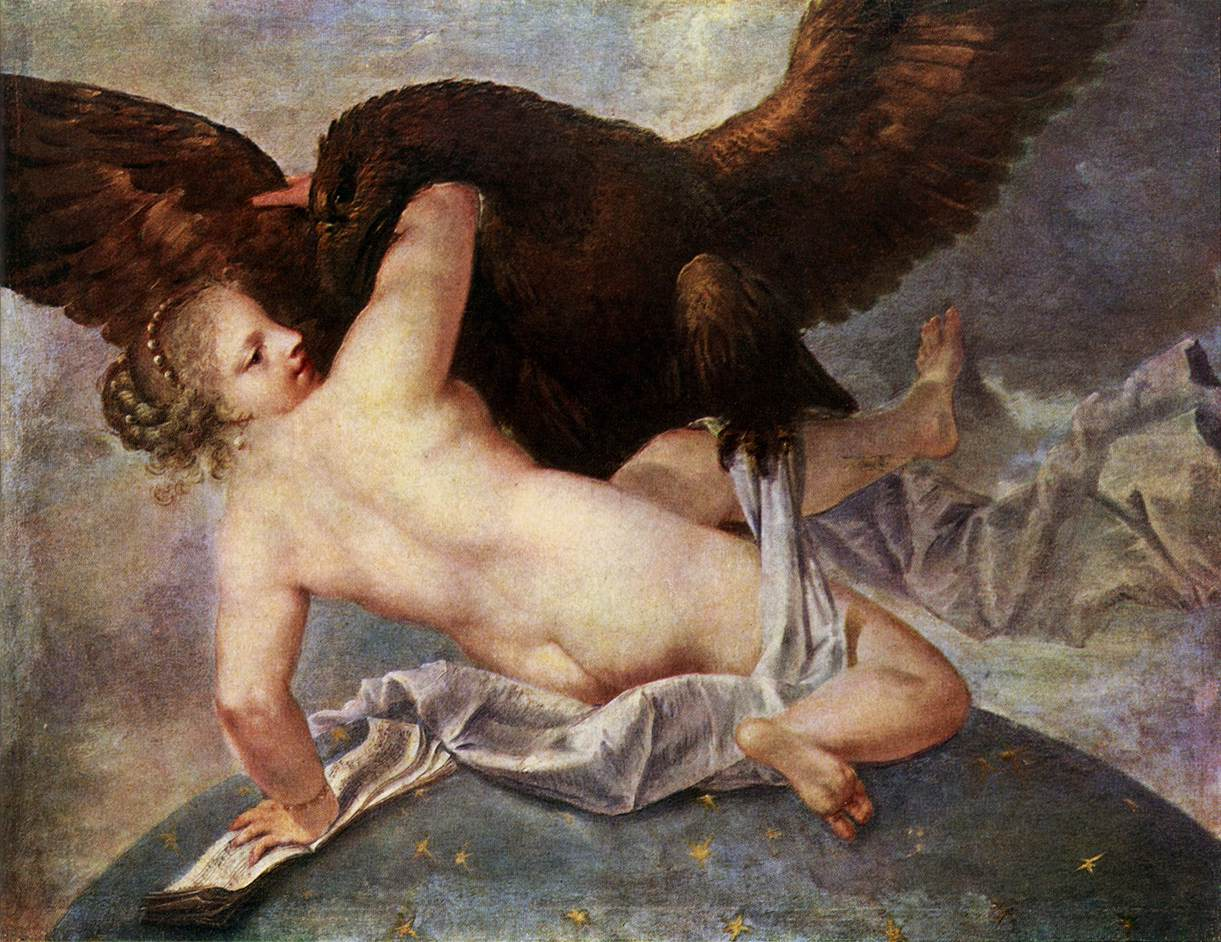
Юпитер и Астерия. Вторая половина XVII века. Музей изобразительных искусств (Будапешт)

Марко Либери (итал. Marco Liberi; ок. 1640, Падуя — ок. 1725) — граф, итальянский живописец венецианской школы эпохи барокко.

## Биография
Сын и ученик художника Пьетро Либери (1605—1687). Живописец венецианской школы. Первые уроки получил под руководством отца в его живописной мастерской, затем занимался созданием фресок в сакристии базилики Святого Антония в Падуе

## Творчество
c был сыном и учеником Пьетро Либери, работы которого он копировал и чей стиль подражал. Как и его отец, Марко Либери работал в Падуе и Венеции. Во многом имитировал стиль своего отца, часто копировал его картины. Однако был менее успешен. Автор ряда картин на исторические, религиозные, мифологические сюжеты, некоторые из которых можно увидеть в Палаццо Эрколани в Болонье. Работал, в том числе, для заказчиков из Германии.
В соответствии с традициями XVII века Марко Либери в своих работах часто полагался на эффект сильных светотеневых контрастов. Так в картине «Юпитер и Мнемозина» на звездном голубоватом глобусе Мнемозина, персонаж древнегреческого мифа, в полуобороте к зрителю, встречает Юпитера, который спускается с небес, превратившись в орла: согласно мифологии, от этого союза родились музы. Вытянутый по горизонтали формат и ракурсное изображение снизу, свидетельствуют о том, что это редкое изображение мифологического сюжета должно было стать частью декоративного оформления одного из дворцов Венеции или его окрестностей.

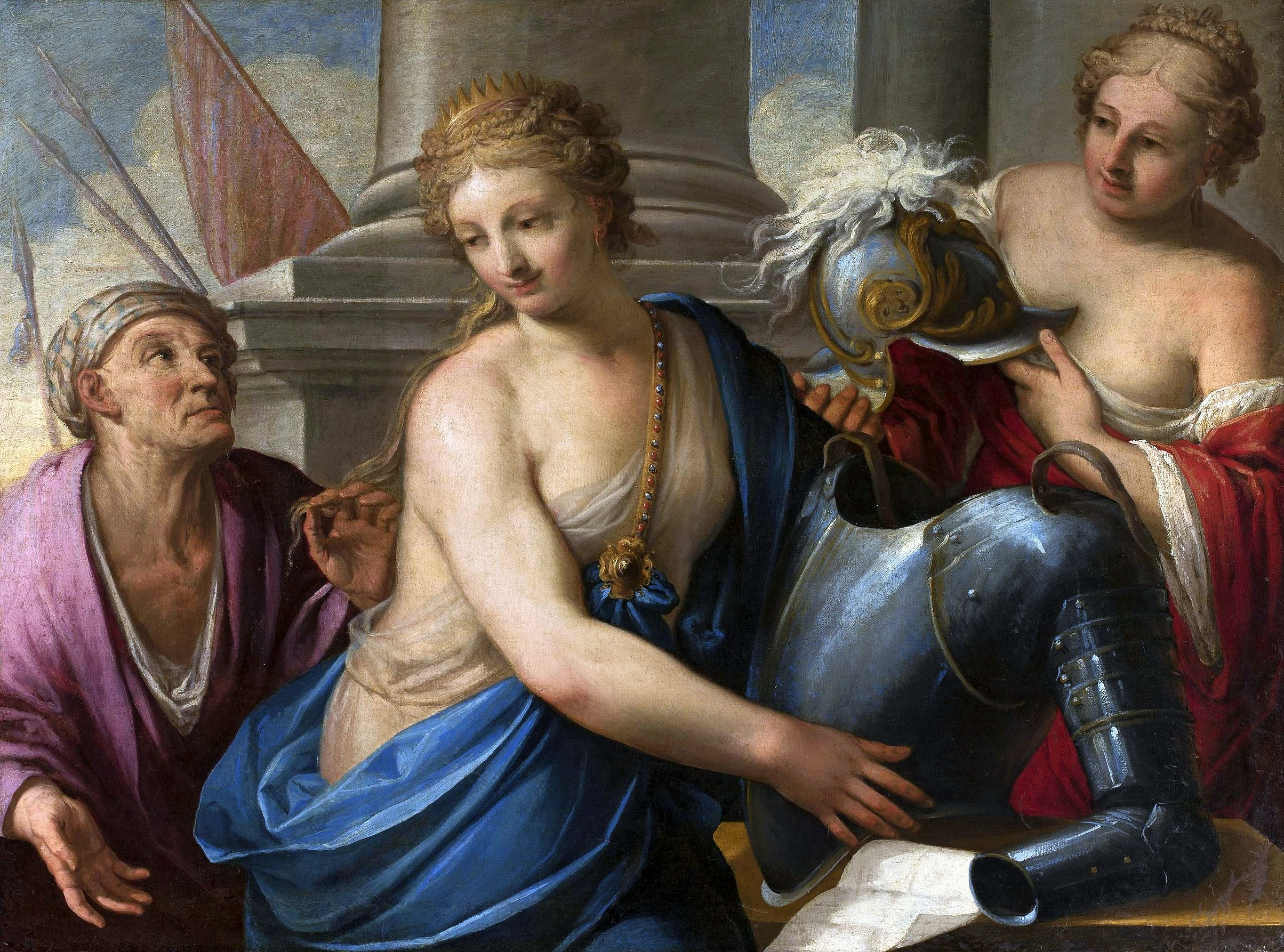
Береника посвящает свои волосы Афродите. Национальный музей (Варшава)
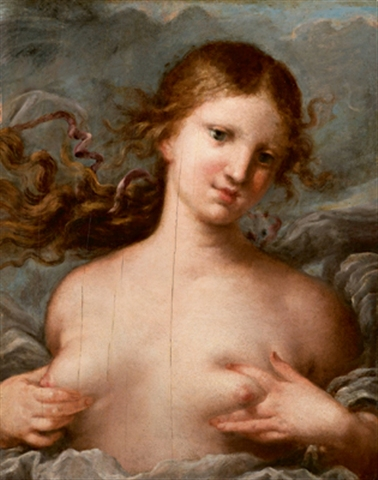
Аллегория женственности
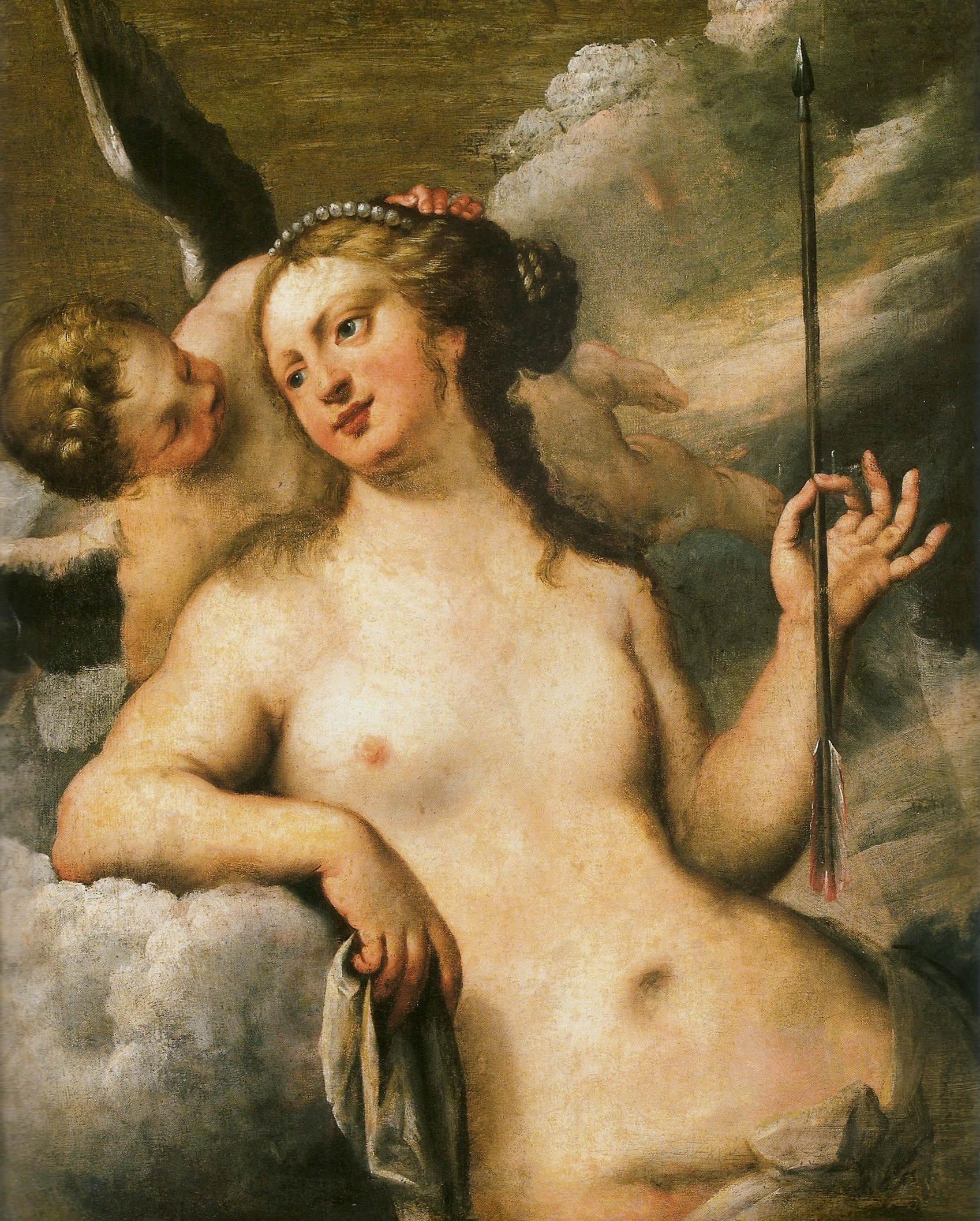
Венера обезоруживает Купидона. Национальный музей изобразительных искусств, Рио-де-Жанейро
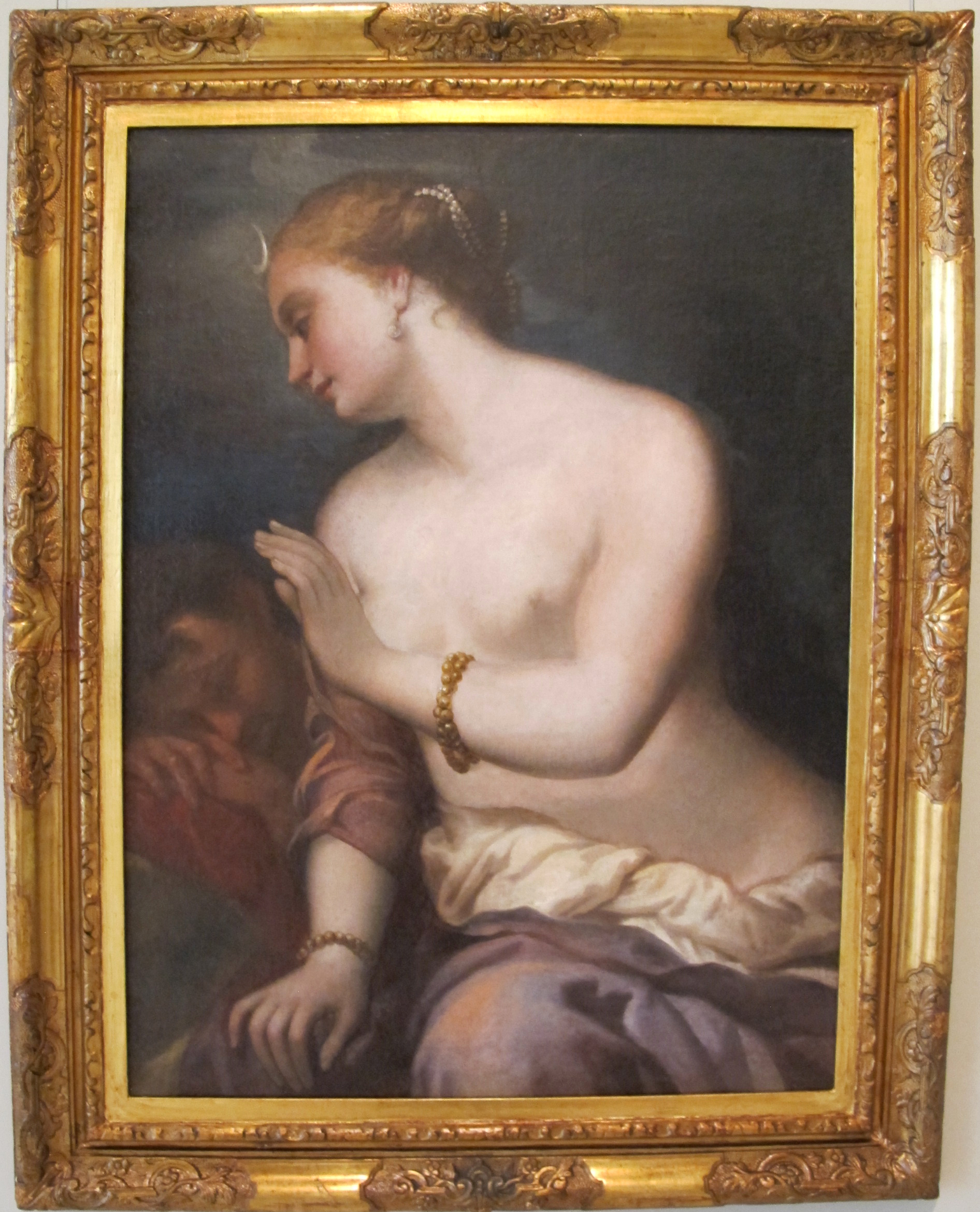
Селена и Эндимион. Национальный музей искусств Румынии, Бухарест
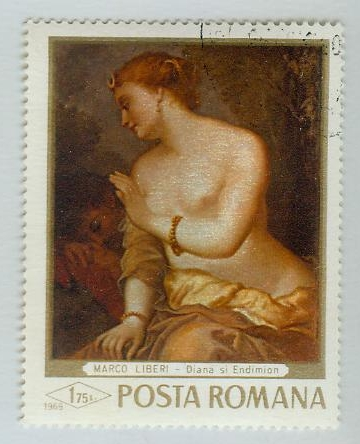
Картина М. Либери на почтовой марке Румынии 1969 года